# De Baré de Comogne

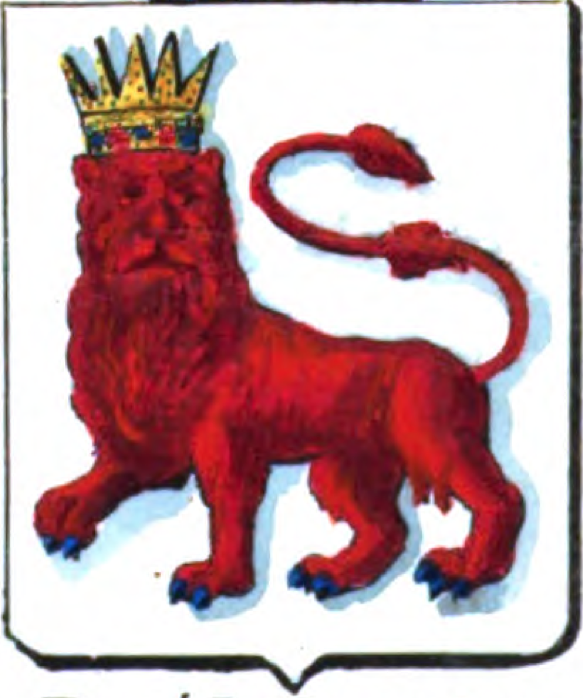
Geslachtswapen

De Baré de Comogne is een geslacht waarvan leden sinds 1816 tot de Belgische adel behoren.

## Geschiedenis
De stamreeks begint met leerlooier Jean Baurez of Barré die in 1515 voor het eerst wordt vermeld te Namen als erfgenaam van zijn vader. In 1816 werd Lambert de Baré de Comogne (1759-1828) benoemd in de Ridderschap van Namen; hij verkreeg in 1827 de titel van baron, overgaand bij recht van eerstgeboorte. Een zoon van de laatste, Hippolyte de Baré de Comogne (1791-1859), verkreeg in 1848 de titel van burggraaf, overgaand op alle afstammelingen. Een dochter van de geadelde, Philippine (1795-1877), kreeg in 1865 de persoonlijke titel van barones. De baronale tak stierf in 1925 in mannelijke lijn uit, in vrouwelijke lijn in 1946.
Anno 2017 waren er nog veertien mannelijke telgen in leven, de laatste geboren in 2006.

## Wapenbeschrijvingen
- 1827: Van zilver, beladen met eenen loopenden geluypaarden leeuw van keel, gekroond van goud. Het schild gedekt met de Nederlandsche baronne[n]kroon, waarop eene helm van zilver, gekroond, geboord, getralied en gesierd van goud, gevoerd van lazuur, waaruit tot helmteeken is komende eene klimmende leeuw van keel, houdende in deszelfs regterpoot een lauriertak van sinopel, voorts met zijne helmdekken van keel en zilver. Het schild ter wederzijde vastgehouden door eenen klimmenden geluipaarden leeuw van keel, gekroond, getongd en genageld van goud.
- 1848: D'argent, au léopard passant de gueules, couronné d'or à l'antique. L'écu timbré de la couronne de vicomte, surmontée d'un heaume d'argent, couronné, grillé et colleté d'or, fourré d'azur, aux hachements de gueules et d'argent. Cimier: un lion naissant de gueules, tenant dans la dextre une branche de lauriers au naturel. Supports: deux lions léopardés de gueules, couronnés, lampassés et armés d'or.
- 1865: D'argent, au léopard de gueules, couronné à l'antique d'or. L'écu timbré de la couronne de baronne.

## Enkele telgen
Lambert baron de Baré de Comogne (1759-1828), meester-leerlooier en politicus
- Joseph baron de Baré de Comogne (1782-1844), meester-leerlooier
  - Jules baron de Baré de Comogne (1817-1884), politicus en archeoloog
  - Alphonse baron de Baré de Comogne (1823-1887)
    - Emile baron de Baré de Comogne (1855-1922)
      - Alphonse baron de Baré de Comogne (1888-1918), gesneuveld voor het vaderland

    - Félix baron de Baré de Comogne (1857-1925), laatste baron van het geslacht
- Hippolyte burggraaf de Baré de Comogne (1791-1859), senator
  - Victor burggraaf de Baré de Comogne (1820-1873), burgemeester van Saint-Germain
    - Louis burggraaf de Baré de Comogne (1852-1899), volksvertegenwoordiger en burgemeester

  - Edmond burggraaf de Baré de Comogne (1822-1889)
    - Albert burggraaf de Baré de Comogne (1865-1918)
      - Robert burggraaf de Baré de Comogne (1914-1988)
        - Christian burggraaf de Baré de Comogne (1944), journalist en chef de famille
          - Geoffrey burggraaf de Baré de Comogne (1975), vermoedelijke opvolger als chef de famille
- Philippine barones de Baré (1795-1877)

### Adellijke allianties
- De Pitteurs (1805), Woot de Trixhe (1811), De Lamock de Sohier (1811), D'Orjo (1817), Mercx (1818), De Borchgrave d'Altena (1848), De Cartier d'Yve (1851), De Volder (1852 twee maal), De Lemède de Waret (1854), Heynderycx (1859), De Villers Masbourg d'Esclaye (1877), De Sauvage (1878), De Kerchove d'Exaerde (1883), De Kerchove de Denterghem (1884), D'Udekem d'Acoz (1886), Vervier (1898), Snoy d'Oppuers (1899), De Lichtervelde (1907), Zu Salm-Kyrburg (1910, Duitse adel), Rooman d'Ertbuer (1911), De Gruben (1920), De Hemptinne (1924 en 2002), De l'Escaille (1925), Stas de Richelle (1927), De Limon Triest (1946), Simonis (1947), Le Hardÿ de Beaulieu (1950), Gendebien (1951), Van Delft (1952), Iweins d'Eeckhoutte (1955),  Jooris (1970), De Duve (1974), Lantonnois van Rode (1980)